# مهدی‌آباد (دامغان)
مهدی‌آباد روستایی در دهستان حومه بخش مرکزی شهرستان دامغان استان سمنان ایران است.

## جمعیت
بر پایه سرشماری عمومی نفوس و مسکن در سال ۱۳۹۵ جمعیت این روستا ۷۱ نفر (در ۲۲ خانوار) بوده است.